# Lambrechten
Lambrechten är en ort och kommun i Österrike. Den ligger i distriktet Ried im Innkreis i förbundslandet Oberösterreich, 210 kilometer väster om huvudstaden Wien. 
Kommunen består av 19 orter (Ortschaften) (inom parentes invånarantal 1 januari 2024):

- Augental (32)
- Baumgarten (24)
- Blindendorf (20)
- Breiningsdorf (27)
- Bruck (148)
- Ellerbach (54)
- Ellerbach bei Taiskirchen im Innkreis (2)
- Gerhagen (49)
- Gupfing (33)
- Kromberg (21)
- Lambrechten (493)
- Messenbach (139)
- Neundling (34)
- Rabenstreit (16)
- Reichergerhagen (129)
- Reintal (25)
- Sittling (11)
- Stött (61)
- Winkl (21)